# 580年代
580年代（ごひゃくはちじゅうねんだい）は、西暦（ユリウス暦）580年から589年までの10年間を指す十年紀。

## できごと

### 580年
- 580年頃 - スラブ人が北ギリシアに侵入する。
- 新羅、調を献ずるが、朝廷は拒否する。

### 581年
- 中国で楊堅が北周を滅ぼして隋を建国。
- 蝦夷の首長、綾糟ら、朝廷への服属を誓う。

### 582年
- 東ローマ帝国で、ティベリウス2世に代わりマウリキウスが皇帝に即位（在位 - 602年)。
- 新羅、調を献ずるが、朝廷は拒否する。

### 583年
- 突厥が東西に分裂する。
- 任那復興のため、火葦北国造の子、日羅を百済より召喚する。
- 蘇我馬子、石川の宅に仏殿を造る（元興寺縁起）。

### 584年
- 蘇我馬子が司馬達等の娘 善信尼ら三人を出家させる（日本最初の尼）。
- 新羅に難波吉土木連子を遣わす。

### 585年
- 蘇我馬子、塔を大野丘の北に建て、盛大な法会を行う。物部守屋、塔・仏殿を焼き、仏像を難波の堀江に捨てる。
- 9月14日（敏達天皇14年8月15日） - 敏達天皇、死亡する。
- 10月3日（敏達天皇14年9月5日） - 用明天皇が即位（在位 - 587年5月21日（用明天皇2年4月9日））。

### 586年
- 穴穂部皇子、物部守屋に三輪君逆を惨殺させる。

### 587年
- 用明天皇、病のため仏教に帰依せんことを群臣にはかる。物部守屋・中臣勝海は反対する。中臣勝海は殺され、物部守屋と蘇我馬子は、互いに兵を集めて対立。蘇我馬子が仏教受容反対派の物部氏を滅ぼす。
- 9月9日（用明天皇2年8月2日） - 崇峻天皇が即位（在位 - 592年12月12日（崇峻天皇5年11月3日））。

### 588年
- 百済仏舎利を献じ、僧・寺工・画工や鑪盤博士、瓦博士等が来て最初の本格的伽藍、法興寺（飛鳥寺）を着工。
- 蘇我馬子、善信尼らを百済に留学させる。

### 589年
- 中国で隋が南朝の陳を滅ぼし、中国を統一。